# Georg Mathias Fuchs
Georg Mathias Fuchs (døbt 9. oktober 1719 i Regensburg, død 5. april 1797 i København) var en tysk maler virksom i Danmark.

## Karriere
Fuchs var søn af kustode ved Dreieinigkeitskirche i Regensburg Georg Gottlieb Fuchs og Anna Susanne (NN) og blev uddannet i seks år som historie- og dekorationsmaler hos den kendte Jacopo Amigoni i Venedig 1739-1747 og kom 1753 via Wien til Danmark og medvirkede året efter ved udsmykningen af interiørerne på Fredensborg Slot. Fra 1754 gik han på Kunstakademiet, hvor han vandt den lille sølvmedalje 1755. Året efter deltog han forgæves i guldmedaljekonkurrencen.
Han blev tegnelærer for landkadetterne 1768 og for søkadetterne 1769 efter en overenskomst med Vitus Morvad, som beholdt halvdelen af lønnen (200 Rdl.). Denne stilling havde han indtil sin død. 1776 søgte han om og fik bevilget dansk indfødsret. I 1780 søgte han om et professorat ved akademiet, men fik det ikke.
Fuchs var uddannet historiemaler, men beskæftigede sig mest med portræt- og dekorationsmaleri. Han var præget af italiensk, især ventiansk, malerkunst og var den sidste repræsentant for denne skole i Danmark, kendetegnet ved en lys kolorit og sødmefulde motiver. Således med rødder i rokokoen gled han gradvist over i den klassicistiske mode senere i århundredet. Som portrætmaler var han ikke en succes, men som dekorationsmaler og som producent af dørstykker var han den bedste i samtiden uden egentlige konkurrenter på feltet. Derfor blev Fuchs gentagne gange anvendt af arkitekter, bl.a. Georg Erdman Rosenberg, når bygninger skulle indrettes. Derfor virker det uretfærdigt, at akademiet i 1780 nægtede ham titel og rang som professor med den begrundelse, at denne titel var forbeholdt kunstnere "af første merité". Som lærer for Søetaten efterlod han sig det bedste ry. Fuchs arbejdede også med genremotiver, hvilket bl.a. dokumenteres af værker, der forekom på grev Otto Thotts dødsboauktion 1787. I auktionskataloget 1798 over Fuchs' efterladte billeder forekommer en række figurarbejder og genrestykker, hvis skæbne ikke kendes.
Fuchs blev gift april 1756 med Birgitte Louise Berg (døbt 23. august 1733 i København – 29. november 1802 sst.), datter af værtshusholder Christian Berg og Hedevig Pedersdatter. Han er begravet på Sankt Nikolaj Kirkegård i København (nedlagt).

## Værker

### Historiemalerier
- 3 dørstykker med mytologiske motiver i kongens audiensgemak, Fredensborg Slot (betalt 1754-55, 2 heraf er kopier efter Jacopo Amigoni)
- 2 dørstykker med putti i dronningens audiensgemak, Fredensborg Slot (betalt 1754-55, efter François Boucher)
- 2 bibelske historiestykker til Moltkes Palæ på Amalienborg (1755, kendes kun arkivalsk)
- Et allegorisk historiestykke (1755, kendes kun arkivalsk)
- 4 dørstykker med allegorier over årstiderne til Fredensborg Slot (betalt af kongen 1755 og 1757)
- Allegori over Kunstakademiets stiftelse med Frederik V's portræt
- Syndfloden (1756, upræmieret konkurrencestykke til guldmedaljen, kendes kun arkivalsk)
- Allegorier over Musikken og Maleriet (1757, kendes kun arkivalsk)
- Christian VII som kunstens og videnskabens beskytter (1770 eller 1776, Statens Museum for Kunst)
- Malerier over spejlene i riddersalen i Schimmelmanns Palæ, Bredgade 28, København (1775, alle brændt 1992)
- 7 dørstykker med allegorier over kunstnerne og portrætter af arveprins Frederik og arveprinsesse Sophie Frederikke til Jægerspris Slot (1775-76)
- Allegori over Indfødsretten (1777, kendes kun arkivalsk)
- 2 søbatalje-stykker (1778, kendes kun arkivalsk)
- 2 kaminstykker, Glæden og Sorgen, samt nogle dørstykker til Juelsberg (1779)
- 11 dørstykker til Holsteinborg, 3 til spisestuen og 2 med putti til kaffestuen (ca. 1780, 9 bevaret)
- Interiørdekoration for arkitekt Georg Erdman Rosenberg i Schimmelmanns Palæ (brændt 1992), Jægerspris Slot, Juelsberg og Holsteinborg
- Den bodfærdige Magdalene (tidl. Johan Hansens samling)
- Pasteller, bl.a. 30 til Otto Thott med mytologiske, bibelske og lign. motiver (forsvundet)

### Portrætter
- Ubekendt mand (1762, Førde Kirke, Norge)
- Joachim Dieterich Cappel (1764, Kirurgisk Akademi, København)
- Ubekendt dreng med fuglebur (1765, privateje)
- Fru Dahlerup (1766, tidl. Johan Hansens samling)
- Friedrich Ludwig von Dehn (1766, Danmarks Apotekerforening)
- Conrad Vilhelm Ahlefeldt (1769, Frederiksborgmuseet)
- Villum Berregaard (1769, familieeje)
- Otto Thott (1770, 2 eks., Gavnø og Københavns Universitet)
- Christian Johan Berger (1775, 2 eks., Rigshospitalet)
- Adam Christopher von Holsten (1777, Langesø)
- En del tegninger og raderinger af longævi, dvs. oldinge, bl.a. C. Liebenberg, Ole Bendtzen (1782), Anton Carolicopski og Barthold Johan Lodde (1786) (udført for Bolle Willum Luxdorph 1780-87, 10 heraf i Kobberstiksamlingen og 1 i Frederiksborgmuseet)
- Enkedronning Juliane Marie (1782, tidl. Johan Hansens samling)
- Bolle Willum Luxdorph (1782, Frederiksborgmuseet, stukket af Georg Haas)
- Christian Frederik Holstein-Rathlou (1782, Frederiksborgmuseet)
- Diderik de Thurah (1784, Frederiksborgmuseet, stukket af Meno Haas 1785)
- Hans Rasmussen Lange
- Ludvig Ferdinand Rømer (en) (stukket af Georg Vilhelm Baurenfeind)
- Heinrich Carl von Schimmelmann (Ahrensburg Slot (en))
- Ubekendt dame ved sit toiletbord (Vestsjællands Kunstmuseum)
- En maler med familie i sit atelier (solgt på Otto Thotts auktion 1787)
- En kendt (som forannævnte)
- Hans Reimer Reiersen

## Billeder
| - Værker af Georg Mathias Fuchs - Dreng og pige klædt som hyrder med et lam, 1750 - Reinhard Iselin, 1766 - Scipios afholdenhed, 1770 'Die Enthaltsamkeit des Scipio' (tysk) - Bolette Catherine Klenow, 1782 - Bolle Willum Luxdorph, 1782 Portrætsamlingen på Frederiksborg Slot - Jacob Arenfeldt og søn Ml. 1760 og 1797 - Hans Reimer Reiersen, søofficer 18. århundrede - Professor Jacob Baden 18. århundrede (tilskrives Fuchs) - Charlotte Baden 18. århundrede (tilskrives Fuchs) - Ungt forelsket par, før 1797 Allegori om foråret |